# Мобільні будинки
«Мобільні будинки» (англ. Mobile Homes) — драматична стрічка 2017 року з Імоджен Путс, Каллумом Тернером, Френком Олтоном у головних ролях. Вперше стрічку продемонстрували на «Двотижневику режисерів» Каннського кінофестивалю 2017.

## Сюжет
Молода мама Алі намагається здати свого 8-річного сина Боуна в притулок, але їй відмовляють. Алі живе з хлопцем Еваном, який заробляє гроші на мілких аферах та продажі наркотиків. Він також залучає до цього Боуна. Постійного місця проживання у них немає: вони ночують у мотелях або фургоні, харчуються у кафе, але тікають, щоб не платити. У конфліктах Еван застосовує грубу сили. Після чергової сварки Алі з Боуном сховалися в мобільному будинку й заснули, а коли прокинулися були в іншому місті. Власник Роберт дозволив залишитись Алі, а потім ще запропонував роботу: робити ремонт у мобільних будинках. Боун був радий залишитись тут. Але їх знаходить Еван та вмовляє повернутися. Алі начеб-то відмовляється, але наступного дня жінка викрадає вантажівку з будинком і, тікаючи від переслідування Роберта, влітає у водойму. Посушившись на вокзалі, жінка купує квиток на автобус і дає його правоохоронцю, а сама йде. Чоловік проводжає хлопчика до автобуса. Алі спостерігає за від'їздом здалеку. Боун підходить та обнімає маму.

## У ролях
| Актор            | Роль   |
| ---------------- | ------ |
| Імоджен Путс     | Алі    |
| Каллум Тернер    | Еван   |
| Каллум Кит Ренні | Роберт |
| Френк Олтон      | Боун   |
| Енді Бурмен      | Піт    |
| Ребека Сінгх     | Бренда |
| Карен ЛеБланш    | Сондра |

## Створення фільму

### Виробництво
Зйомки фільму проходили в Канаді.

### Знімальна група
- Кінорежисер — Владімір де Фонтеней
- Сценаристи — Владімір де Фонтеней, Даніелль Лессовітц
- Кінопродюсери — Фредерік де Гольдшмідт, Ерік Дюпон, Майк Мак-Міллан
- Композитор — Меттью Отто
- Кінооператор — Бенуа Солер
- Кіномонтаж — Ніколя Шодер, Максім Поззі-Гарсіа, Андоніс Траттос
- Художник-постановник — Зося Макензі
- Художник-декоратор — Джон О'Реган
- Художник з костюмів — Тіша Майлс
- Підбір акторів — Сьюзен Шопмейкер[2]

## Сприйняття

### Критика
Фільм отримав переважно негативні відгуки. На сайті Rotten Tomatoes оцінка стрічки становить 38 % на основі 8 відгуків від критиків (середня оцінка 5,0/10) і 0 % від глядачів із середньою оцінкою 1,9/5 (14 голосів). Фільму зарахований «гнилий помідор» від кінокритиків та «розсипаний попкорн» від глядачів, Internet Movie Database — 6,1/10 (362 голоси).

### Номінації та нагороди
| Нагороди та номінації фільму «Мобільні будинки» | Нагороди та номінації фільму «Мобільні будинки» | Нагороди та номінації фільму «Мобільні будинки» | Нагороди та номінації фільму «Мобільні будинки» | Нагороди та номінації фільму «Мобільні будинки» | Нагороди та номінації фільму «Мобільні будинки» |
| Рік                                             | Кінофестиваль/кінопремія                        | Категорія/нагорода                              | Номінант                                        | Результат                                       |                                                 |
| ----------------------------------------------- | ----------------------------------------------- | ----------------------------------------------- | ----------------------------------------------- | ----------------------------------------------- | ----------------------------------------------- |
| 2017                                            | Кінофестиваль у Філадельфії                     | Нагорода журі                                   | Владімір де Фонтеней                            | Номінація                                       |                                                 |
| 2018                                            | Міжнародний кінофестиваль у Палм-Спрінгз        | Нагорода жюрі                                   | Владімір де Фонтеней                            | Номінація                                       |                                                 |